# Josie Packard
Jocelyn "Josie" Packard, è un personaggio immaginario della serie televisiva statunitense I segreti di Twin Peaks, creata da Mark Frost e David Lynch.
È interpretata da Joan Chen, con la voce italiana di Rossella Izzo.
Josie è la giovane vedova di Andrew Packard nonché erede della Segheria Packard. Tra i pochi personaggi a non essere nativi di Twin Peaks, essa è di etnia cinese ed è proveniente da Guangzhou.

## Profilo
Inizialmente David Lynch concepì la figura della straniera arrivata in un piccolo paesino pensando a un'affascinante donna italiana di nome Giovanna con l'intenzione di farla interpretare da Isabella Rossellini. In seguito alla scelta di far entrare Joan Chen nel cast il personaggio venne cambiato in quello attuale.
Josie è uno dei primi personaggi ad apparire all'inizio della storia, seduta a uno specchio mentre si controlla il trucco. Quando Pete Martell avvisa la moglie Catherine che sta uscendo per andare a pesca, Josie si volta silenziosamente.
Curiosamente, l'ultima notte della sua vita, Josie appare come la si era vista nella sua succitata prima scena: triste e truccata davanti allo specchio.
Il personaggio è uno dei più rappresentativi della dualità morale che permea la serie: se nella prima stagione ricopre il ruolo della giovane ragazza innocente, vittima delle macchinazioni della cognata Catherine e del suo amante Ben Horne, nella seconda la si scopre invece affiliata all'organizzazione criminale di Thomas Eckhardt, complice nell'attentato a Andrew Packard e attentatrice alla vita di Cooper.
Il suo ruolo nella trama è efficacemente descritto da una delle introduzioni della Signora Ceppo:
(L.P.16/11/09 - da i corti di David Lynch su la Signora Ceppo)

## Biografia

### Antefatti
Josie nacque a Guangzhou, Cina, il 2 settembre 1956, e vi crebbe in condizioni di assoluta povertà, tanto che nella prima giovinezza fu costretta a prostituirsi per non morire di fame. A sedici anni conobbe il potente ed instabile uomo d'affari malavitoso Thomas Eckhardt, che ne divenne attratto in modo tanto ossessivo da considerarla "sua", motivo per cui la sottrasse alla strada e la prese sotto la sua ala facendone la sua amante.
Qualche anno dopo conobbe Andrew Packard, socio in affari di Eckhardt, che, innamoratosi di lei, le propose di sposarlo e seguirlo nella sua città natale lasciandosi alle spalle lo psicotico protettore. La donna accettò e si trasferì dunque con l'uomo fino a Twin Peaks, Washington, qui però venne nuovamente rintracciata dagli uomini di Eckhardt, che gli imposero di uccidere il marito, ereditare la sua impresa e, a tempo debito, cederla ad Eckhardt per interesse. Josie, terrorizzata dalle eventuali conseguenze di un suo rifiuto, accettò. A sua insaputa però, Andrew e sua sorella Catherine ne vennero al corrente e decisero di simulare la morte del primo per tendere una trappola ai cospiratori a tempo debito.
Josie ereditò dunque la Segheria Packard dopo l'apparente morte di Andrew in un incidente in mare. Negli anni, la ragazza strinse un intimo rapporto d'amicizia con il cognato Pete Martell, uno dei pochi personaggi in grado di percepirne la dolcezza e la debolezza, ed incominciò una relazione segreta con lo sceriffo Harry S. Truman, alla quale però non credette mai appieno.
Contemporaneamente, nonostante il suo inglese fosse più che buono, Josie prese lezioni da Laura Palmer, di cui divenne anche una dei molti partner sessuali.

### NeI segreti di Twin Peaks
All'inizio della serie, Catherine e Ben Horne cospirano per ottenere la proprietà della Segheria Packard e privare Josie di qualsiasi possedimento; verso la fine della stagione tuttavia, è la stessa Josie a ribaltare la situazione stringendo un accordo segreto con Horne al fine di dar fuoco alla segheria, intascare l'assicurazione e uccidere Catherine. Parallelamente a ciò l'agente dell'FBI Dale Cooper, incaricato di investigare sull'omicidio di Laura Palmer, diventa grande amico dello sceriffo Truman, e scopre la relazione tra lei e l'uomo, preoccupata che risalga ai suoi legami con Eckhardt, Josie decide dunque di ucciderlo sparandogli un colpo di pistola in pieno petto e fuggire poi dalla città.
Il piano della donna non va a buon fine, poiché Cooper riesce a sopravvivere grazie al giubbotto antiproiettile; fortunatamente per lei tuttavia, non riesce a vedere in viso il proprio attentatore. Dopo essersi rifugiata a Seattle con l'intento di non tornare mai più a Twin Peaks, Josie, mossa dalla nostalgia, torna sui suoi passi e riabbraccia Harry.
Nel frattempo, Andrew ritorna in città rivelando l'inganno della sua finta morte e di sapere del suo complotto; analogamente a ciò, anche Catherine, sopravvissuta all'incendio della segheria, le rivela di saperla colpevole. Conscia che Eckhardt sta venendo a cercarla, Josie supplica il loro perdono e la loro protezione, ma essi la umiliano e la costringono a divenire la loro serva.
Al momento dell'arrivo in città di Eckhardt tuttavia, i due fratelli Packard gli consegnano Josie forzandola a recarsi in una stanza del Great Northern Hotel per un incontro sessuale con lui.
Convinta che Eckhardt sia un uomo pericoloso, e temendo per la propria vita, Josie prende con sé una pistola automatica, offertale da Catherine, prima di andare all'appuntamento. Cooper, che nel frattempo scopre la colpevolezza di Josie nel suo attentato, si dirige all'Hotel per arrestarla, seguito da Truman.
Nel momento in cui i due varcano la soglia della stanza in cui si trova la donna, Josie ha già assassinato Eckhardt e, dopo aver confessato i suoi crimini muore per motivi ignoti accasciandosi sul cadavere del suo aguzzino, davanti agli occhi sconvolti dei due agenti.

### Post-Mortem
Nell'esatto momento della dipartita di Josie, Cooper ha una visione del Nano, che balla sul letto in cui è avvenuto il decesso, e di BOB, che vi si affaccia sinistramente.
L'autopsia sul suo cadavere rivela poi che il corpo della donna aveva subito un forte calo di peso, arrivando a soli 29 Kg.
Alla fine dell'episodio La donna condannata, il viso di Josie si vede emergere urlando dal pomello della maniglia del cassetto di un comodino nella stanza in cui è deceduta, lo stesso Pete, nell'episodio Il sentiero per la Loggia Nera, fissando le pareti del Great Northern afferma: «Josie, io vedo il tuo viso!» ("Josie, I see your face!").
Presumibilmente ella è morta per la forte paura provata in quel momento; sentimento che ha aperto brevemente un varco per la Loggia Nera, da cui l'apparizione del Nano e di BOB. La sua anima è rimasta intrappolata tra le pareti di legno dell'albergo.
A causa della prematura cancellazione della serie non è tuttavia chiara l'esatta fine di Josie.